# Jerome Cowan
Jerome Palmer Cowan (ur. 6 października 1897 w Nowym Jorku, zm. 24 stycznia 1972 w Encino) – amerykański aktor filmowy i telewizyjny. Posiada swoją gwiazdę na Hollywoodzkiej Alei Gwiazd.

## Filmografia

### filmy fabularne
- 1937: Wytworny świat jako W. Brockton
- 1937: Zatańczymy? jako Arthur Miller
- 1937: Huragan jako kpt. Nagle
- 1939: Święty powraca (The Saint Strikes Back) jako pan Cullis
- 1941: We mgle jako asystent prokuratora okręgowego
- 1941: High Sierra jako Healy
- 1941: Wielkie kłamstwo jako Jock Thompson
- 1941: Sokół maltański jako Miles Archer
- 1942: Abbott i Costello – Kto to zrobił? jako Marco Heller
- 1943: Pieśń o Bernadette jako Napoleon III Bonaparte
- 1944: Pan Skeffington jako Edward Morrison
- 1944: Guest in the House jako pan Hackett
- 1945: The Jungle Captive jako inspektor W.L. Harrigan
- 1946: Claudia and David jako Brian O’Toole
- 1947: Niebezpieczne lata jako Weston
- 1947: Cud na 34. ulicy jako asystent adwokata Thomas Mara
- 1950: Młody człowiek z trąbką jako Phil Morrison
- 1961: Arystokracja podziemi jako major
- 1963: Black Zoo jako Jeffrey Stengle
- 1966: Penelopa jako menadżer banku
- 1966: Frankie i Johnny jako Joe Wilbur
- 1967: The Gnome-Mobile jako dr Conrad Ramsey

### seriale TV
- 1947: Kraft Television Theatre
- 1950: The Web
- 1959: Bonanza jako pan Thornbridge
- 1965: Green Acres jako Wilson
- 1971: Alias Smith and Jones jako Waldo Hennessy